# Pierre Jabouille
Pour les articles homonymes, voir Jabouille.
Pierre Charles Edmond Jabouille, né le 25 novembre 1875 à Saintes et mort le 14 mai 1947 à Paris, est un ornithologue d'origine française ayant principalement travaillé en Indochine, notamment aux côtés de Willoughby P. Lowe et de Jean Delacour.

## Biographie
Pierre Jabouille est fils de préfet et travaille dans l'administration française jusqu'en 1905, où il devient alors l'un des administrateurs du régime colonial en Indochine.
Il est administrateur en chef de Kouang-Tchéou-Wan entre 1932 et 1933.
Entre 1924 et 1932, il collecte et décrit des oiseaux aux côtés de Willoughby P. Lowe et de Jean Delacour. En 1925, il devient membre de la British Ornithologists' Union. Retraité en 1933, il rentre en France, à Clères, où il contribue à la revue d'ornithologie L'Oiseau. Il meurt à Paris le 14 mai 1947.

## Taxons décrits
- Hierophasis imperialis Delacour & Jabouille, 1924 : en fait un hybride connu sous le nom de Faisan impérial
- Arborophila cambodiana Delacour & Jabouille, 1928
- Sitta solangiae (Delacour & Jabouille, 1930)